# 낙농진흥회
낙농진흥회(酪農振興會, Korea Dairy Committee)는 낙농산업의 구조개선, 원유와 유제품의 수급조절, 가격안정과 유통구조의 개선을 통하여 낙농업과 낙농관련산업의 발전에 이바지함을 목적으로 설립된 기관으로 세종특별자치시 가름로 232 세종비즈니스센터 B동 301호에 위치해 있다.

## 연혁
- 1997년 7월 임시국회에서 낙농진흥법 개정 의결
- 1997년 8월 낙농진흥법 공포
- 1997년 9월 낙농진흥회 설립위원회 설치
- 1998년 12월 낙농진흥회 설립허가 및 설립등기. 제1대 지설하 회장 취임
- 1999년 1월 낙농진흥회 설립
- 2000년 6월 제2대 명의식 회장 취임
- 2001년 10월 원유가격 산정체계 개선안 확정. 원유환산계수 통일 및 계량기기의 표준화방안 확정
- 2002년 3월 우수위생목장 선정 및 포상제 실시
- 2002년 10월 잉여원유 가격차등제도 시행
- 2003년 3월 종합낙농정보지 "월간낙농" 창간
- 2003년 11월 제3대 양정화 회장 취임
- 2006년 3월 종합낙농정보시스템 구축
- 2006년 10월 국제낙농연맹(IDF) 가입
- 2007년 1월 제4대 강명구 회장 취임
- 2007년 11월 중장기 원유생산예측시스템 구축
- 2008년 4월 수요자맞춤형 유기농 원유공급체계 구축
- 2009년 7월 한국낙농미래연구회 창립
- 2009년 11월 낙농통계관리시스템 구축
- 2010년 1월 제5대 문제풍 회장 취임
- 2012년 1월 제6대 이근성 회장 취임
- 2012년 3월 IDF Regional Conference(서울) 개최
- 2012년 1월 가공원료유 지원사업 실시
- 2013년 8월 원유가격 생산비 연동제 시행
- 2013년 10월 2018년 IDF 총회 한국 유치
- 2013년 11월 IDF KOREA 심포지엄 개최
- 2014년 2월 원유전자배송시스템 운영
- 2014년 3월 전국단위 원유수급조절제도 시행
- 2015년 3월 사옥 이전(서울→세종시)
- 2016년 8월 원유기본가격 조정(940원/리터→922원/리터)
- 2017년 2월 제7대 이창범 회장 취임
- 2017년 8월 원유가격연동제 개선 시행
- 2018년 8월 원유기본가격 조정(922원/리터→926원/리터)
- 2018년 10월 대한민국 최초 2018 국제낙농연맹(IDF, International Dairy Federation) World Dairy Summit 개최
- 2019년 7월 사옥이전(세종시 아름서길→세종시 가름로) 본격적인 세종시대 개막
- 2021년 3월 제8대 최희종 회장 취임
- 2023년 1월 용도별차등가격제 시행
- 2023년 1월 제9대 김선영 회장 취임

## 주요 업무
- 원유와 유제품의 수급계획 수립
- 원유의 구입 또는 판매의 관한 업무
- 원유의 품질향상에 관한 업무
- 원유와 유제품의 수급조절에 관한 업무
- 낙농종합정보체계 구축
- 우유 및 유제품의 소비촉진, 홍보 및 시장개척에 관한 업무

## 조직

### 낙농진흥회장
- 감사
- 총회
  - 이사회
    - 자문위원회

#### 집행간부

##### 기획운영본부
- 경영팀
- 기획팀

##### 원유수급본부
- 수급제도팀
- 수급협력팀

##### 집유검사본부
- 집유사업팀
- 사업관리팀

## 같이 보기
- 농림축산식품부
- 농업협동조합중앙회
- 서울우유
- 부산우유
- 연세우유
- 건국우유
- 매일유업
- 남양유업
- 한국야쿠르트